# WKS Śląsk Wrocław
El Śląsk Wrocław és un club esportiu polonès de la ciutat de Wrocław.

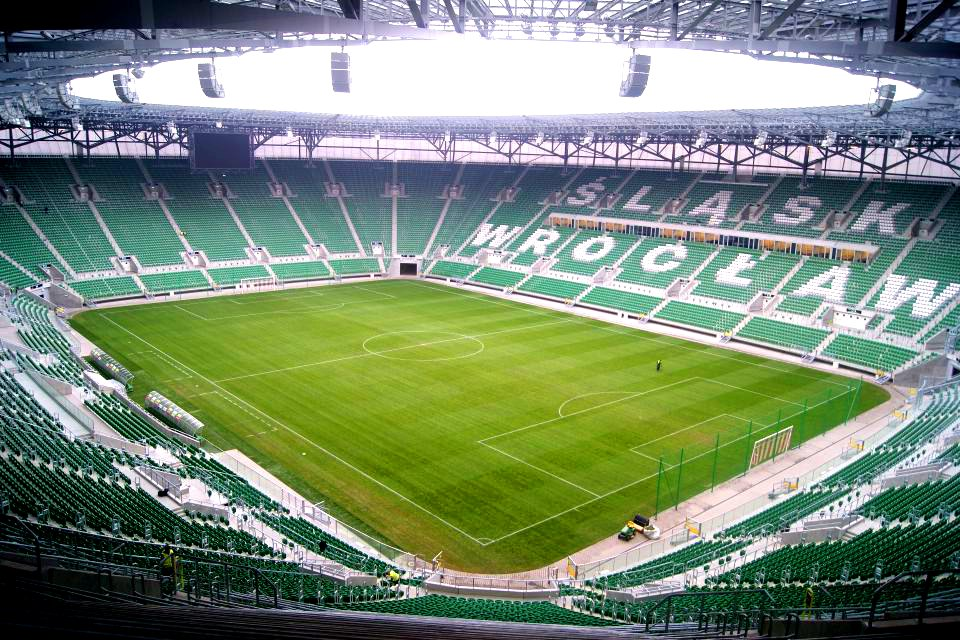
Estadi Municipal de Wrocław

## Història
Evolució del nom:
- 1947 : Pionier Wrocław
- 1949 : Legia Wrocław
- 1950 : CWKS Wrocław
- 1951 : OWKS Wrocław
- 1957 : Wojskowy Klub Ssportowy Śląsk Wrocław
- 1997 : Wrocławski Klub Sportowy Śląsk Wrocław

Śląsk és un territori històric del nom polonès Silèsia.

## Futbol

### Palmarès
- Lliga polonesa de futbol:[2]
  - 1977, 2012
- Copa polonesa de futbol:[3]
  - 1976, 1987
- Supercopa polonesa de futbol:
  - 1987, 2012
- Copa Ekstraklasa:[4]
  - 2009

### Torneigs internacionals
| Temporada | Competició                   | Ronda | País                | Equip                         | Resultat |
| --------- | ---------------------------- | ----- | ------------------- | ----------------------------- | -------- |
| 1975/76   | Lliga Europa de la UEFA      | 1R    | SWE                 | GAIS Göteborg                 | 1-2, 4-2 |
|           |                              | 2R    | BEL                 | Royal Antwerp FC              | 1-1, 2-1 |
|           |                              | 1/8   | Anglaterra          | Liverpool FC                  | 1-2, 0-3 |
| 1976/77   | Recopa d'Europa de futbol    | 1R    | MLT                 | Floriana FC                   | 4-1, 2-0 |
|           |                              | 1/8   | República d'Irlanda | Bohemian FC                   | 3-0, 1-0 |
|           |                              | 1/4   | ITA                 | SSC Napoli                    | 0-0, 0-2 |
| 1977/78   | Lliga de Campions de la UEFA | 1R    | BGR                 | Levski Sofia                  | 0-3, 2-2 |
| 1978/79   | Copa de la UEFA              | 1R    | CYP                 | Pezoporikos Larnacas          | 2-2, 5-1 |
|           |                              | 2R    | ISL                 | Íþróttabandalag Vestmannaeyja | 2-0, 2-1 |
|           |                              | 1/8   | Alemanya            | Borussia Mönchengladbach      | 1-1, 2-4 |
| 1980/81   | Copa de la UEFA              | 1R    | Escòcia             | Dundee United                 | 0-0, 2-7 |
| 1982/83   | Copa de la UEFA              | 1R    | RUS                 | FC Dinamo Moscou              | 2-2, 1-0 |
|           |                              | 2R    | CHE                 | Servette FC                   | 0-2, 1-5 |
| 1987/88   | Recopa d'Europa de futbol    | 1R    | ESP                 | Reial Societat                | 0-0, 0-2 |

### Equip actual
A 10 de juliol de 2015
| N. | Pos. | Nac. | Jugador                  |
| -- | ---- | --- | ------------------------ |
| 1  | POR  | [[Fitxer:Flag of Poland.svg\|23x15px\|border \|alt=Polònia\|link=Selecció de futbol de Polònia\|{{#if:\|]]       | Mateusz Abramowicz       |
| 22 | POR  | [[Fitxer:Flag of Poland.svg\|23x15px\|border \|alt=Polònia\|link=Selecció de futbol de Polònia\|{{#if:\|]]       | Jakub Wrąbel             |
| 33 | POR  | [[Fitxer:Flag of Poland.svg\|23x15px\|border \|alt=Polònia\|link=Selecció de futbol de Polònia\|{{#if:\|]]       | Mariusz Pawełek (Capità) |
| 2  | DEF  | [[Fitxer:Flag of Poland.svg\|23x15px\|border \|alt=Polònia\|link=Selecció de futbol de Polònia\|{{#if:\|]]       | Krzysztof Ostrowski      |
| 3  | DEF  | [[Fitxer:Flag of Poland.svg\|23x15px\|border \|alt=Polònia\|link=Selecció de futbol de Polònia\|{{#if:\|]]       | Piotr Celeban            |
| 12 | DEF  | [[Fitxer:Flag of Brazil.svg\|23x15px\|border \|alt=Brasil\|link=Selecció de futbol del Brasil\|{{#if:\|]]        | Dudu Paraíba             |
| 17 | DEF  | [[Fitxer:Flag of Poland.svg\|23x15px\|border \|alt=Polònia\|link=Selecció de futbol de Polònia\|{{#if:\|]]       | Mariusz Pawelec          |
| 23 | DEF  | [[Fitxer:Flag of Poland.svg\|23x15px\|border \|alt=Polònia\|link=Selecció de futbol de Polònia\|{{#if:\|]]       | Paweł Zieliński          |
| 32 | DEF  | [[Fitxer:Flag of Poland.svg\|23x15px\|border \|alt=Polònia\|link=Selecció de futbol de Polònia\|{{#if:\|]]       | Szymon Przystalski       |
| 4  | MIG  | [[Fitxer:Flag of England.svg\|23x15px\|border \|alt=Anglaterra\|link=Selecció de futbol d'Anglaterra\|{{#if:\|]] | Tom Hateley              |
| 5  | MIG  | [[Fitxer:Flag of Poland.svg\|23x15px\|border \|alt=Polònia\|link=Selecció de futbol de Polònia\|{{#if:\|]]       | Krzysztof Danielewicz    |
| 6  | MIG  | [[Fitxer:Flag of Poland.svg\|23x15px\|border \|alt=Polònia\|link=Selecció de futbol de Polònia\|{{#if:\|]]       | Tomasz Hołota            |

| N. | Pos. | Nac. | Jugador            |
| -- | ---- | --- | ------------------ |
| 8  | MIG  | [[Fitxer:Flag of Poland.svg\|23x15px\|border \|alt=Polònia\|link=Selecció de futbol de Polònia\|{{#if:\|]]                                | Mateusz Machaj     |
| 9  | MIG  | [[Fitxer:Flag of Poland.svg\|23x15px\|border \|alt=Polònia\|link=Selecció de futbol de Polònia\|{{#if:\|]]                                | Jacek Kiełb        |
| 10 | MIG  | [[Fitxer:Flag of Slovakia.svg\|23x15px\|border \|alt=Eslovàquia\|link=Selecció de futbol d'Eslovàquia\|{{#if:\|]]                         | Róbert Pich        |
| 25 | MIG  | [[Fitxer:Flag of Poland.svg\|23x15px\|border \|alt=Polònia\|link=Selecció de futbol de Polònia\|{{#if:\|]]                                | Michał Bartkowiak  |
| 28 | MIG  | [[Fitxer:Flag of Portugal.svg\|23x15px\|border \|alt=Portugal\|link=Selecció de futbol de Portugal\|{{#if:\|]]                            | Flávio Paixão      |
| 29 | MIG  | [[Fitxer:Flag of Slovakia.svg\|23x15px\|border \|alt=Eslovàquia\|link=Selecció de futbol d'Eslovàquia\|{{#if:\|]]                         | Peter Grajciar     |
| 30 | MIG  | [[Fitxer:Flag of Poland.svg\|23x15px\|border \|alt=Polònia\|link=Selecció de futbol de Polònia\|{{#if:\|]]                                | Kamil Dankowski    |
| 31 | MIG  | [[Fitxer:Flag of Poland.svg\|23x15px\|border \|alt=Polònia\|link=Selecció de futbol de Polònia\|{{#if:\|]]                                | Maciej Pałaszewski |
| —  | MIG  | [[Fitxer:Flag of the Czech Republic.svg\|23x15px\|border \|alt=República Txeca\|link=Selecció de futbol de la República Txeca\|{{#if:\|]] | Marcel Gecov       |
| 18 | DAV  | [[Fitxer:Flag of Poland.svg\|23x15px\|border \|alt=Polònia\|link=Selecció de futbol de Polònia\|{{#if:\|]]                                | Konrad Kaczmarek   |
| 19 | DAV  | [[Fitxer:Flag of Poland.svg\|23x15px\|border \|alt=Polònia\|link=Selecció de futbol de Polònia\|{{#if:\|]]                                | Kamil Biliński     |
| 27 | DAV  | [[Fitxer:Flag of Poland.svg\|23x15px\|border \|alt=Polònia\|link=Selecció de futbol de Polònia\|{{#if:\|]]                                | Mariusz Idzik      |

### Jugadors destacats

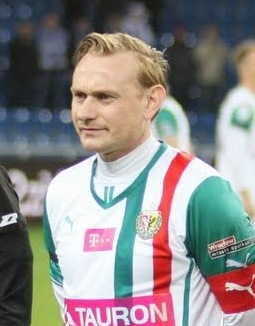
Sebastian Mila

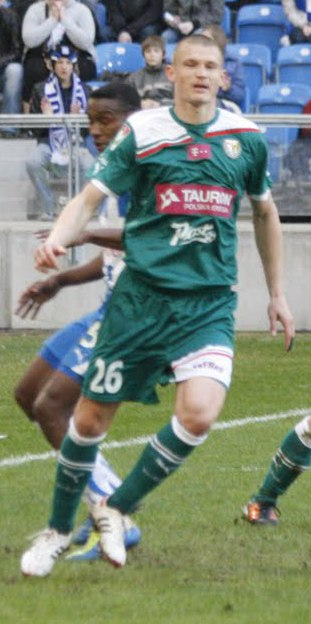
Przemysław Kaźmierczak

- Polònia Piotr Celeban
- Israel Shadi Abu Dib
- Polònia Tomasz Bobel
- Polònia Bartosz Broniszewski
- Argentina Cristián Díaz
- Polònia Roman Faber
- Nigèria Benjamin Imeh
- Polònia Zygmunt Kalinowski
- Polònia Przemysław Kaźmierczak
- Polònia Tomasz Kuszczak
- Polònia Adam Matysek
- Polònia Sebastian Mila
- Gabon Éric Mouloungui
- Polònia Mariusz Pawełek
- Polònia Tadeusz Pawłowski
- Polònia Andrzej Rudy
- Polònia Waldemar Sobota
- Sèrbia Vuk Sotirović
- Bòsnia i Hercegovina Amir Spahić
- Polònia Janusz Sybis
- Polònia Ryszard Tarasiewicz
- Polònia Jan Tomaszewski
- Polònia Roman Wójcicki
- Polònia Władysław Żmuda

## Basquetbol
L'Śląsk Wrocław ha esdevingut el millor club de basquetbol polonès des de 1947, el seu any de fundació.

### Jugadors destacats
- Mieczysław Łopatka (60's)
- Edward Jurkiewicz (70's, 80's)
- Jerzy Binkowski (80's, 90's)
- Dariusz Zelig (80's, 90's)
- Adam Wójcik
- Maciej Zielinski
- Dominik Tomczyk

### Palmarès
- Lliga polonesa de bàsquet:
  - 1965, 1970, 1977, 1979, 1980, 1981, 1987, 1991, 1992, 1993, 1994, 1996, 1998, 1999, 2000, 2001, 2002
- Copa polonesa de bàsquet:
  - 1957, 1959, 1972, 1973, 1977, 1980, 1989, 1990, 1992, 1997, 2004, 2005
- Supercopa polonesa de bàsquet:
  - 1999, 2000

## Handbol
La secció d'handbol de l'Slask va ser fundada el 1947.

### Palmarès
- Lliga polonesa d'handbol:
  - 1958, 1961, 1962, 1963, 1965, 1967, 1972, 1973, 1974, 1975, 1976, 1977, 1978, 1982, 1997
- Copa polonesa d'handbol:
  - 1959, 1965, 1969, 1976, 1981, 1982, 1989

### Jugadors destacats
Witalij Kowtun, Robert Kieliba, Lukasz Kulak, Lukasz Achruk, Robert Paluch